# Sinstauchira yaoshanensis
Sinstauchira yaoshanensis är en insektsart som beskrevs av Li, T. 1987. Sinstauchira yaoshanensis ingår i släktet Sinstauchira och familjen gräshoppor. Inga underarter finns listade i Catalogue of Life.